# Søren Eliasen Holm
Søren Eliasen Holm (født 1777 i Sønder Hygum], død 25. marts 1840 i Øster Løgum Sogn) var en dansk kartograf. 
Holm var skoleholder i Øster Løgum.   

## Værker
Foruden "Generalkort over Kongeriget Dannemark" i 1811, udgav han i 1819-1820 "Skoleatlas over Slesvig", bestående af seks kort: 
1. Kort over Hertugdømmet Slesvig (1819)
2. Kort over Tönder Amt og Flensborg Amt (1820)
3. Kort over Haderslev, Apenrade og Lÿgumkloster Amt
4. Kort over Als og Sundevit
5. Kort over Bredsted og Husum Amt
6. Kort over Gottorf Amt

I 1829 udkom "Samling af 50 smaae Landkort i Traesnit til Brug for Skolerne paa Landet".